# Ali Boulala

Ali Boulala und Chris Aström in Basel 2006

Ali Boulala (rechts) in Basel 2006

Ali Boulala (* 28. Januar 1979 in Stockholm) ist ein schwedischer professioneller Skateboarder algerischer, finnischer Herkunft.

## Leben
Zu seinen Sponsoren zählen unter anderem Flip Skateboards und Etnies. Größere Bekanntheit erlangte er durch seine beiden Versuche, ein 25-Stufen-Set zu springen, welches erst 14 Jahre später durch Aaron Homoki bezwungen wurde.
Am 7. März 2007 verunglückte Boulala in einem Vorort von Melbourne bei einem Motorradunfall, den er schwerverletzt überlebte. Sein Freund, AM-Skater Shane Cross, saß auf dem Rücksitz und starb an seinen Verletzungen. Da beide unter Alkoholeinfluss standen, wurde Boulala im April 2008 zu vier Jahren Haft verurteilt. Am 12. März 2010 wurde er aus dem Gefängnis entlassen. Am 10. Oktober 2010 heiratete er in Stockholm seine australische Freundin Amanda.

## Verfilmungen
2021 wurde von Max Eriksson Filmbiografie namens The Scars of Ali Boulala über Boulala veröffentlicht, in der er sich mit den Folgen seines Unfalls auseinandersetzt.

## Videoauftritte
- 1996: Transworld Magazine – Uno
- 1997: Transworld Magazine – Cinematographer
- 1998: Church of Skatan – Wild in the Streets
- 1999: Baker Skateboards – Bootleg
- 1999: Big Brother Magazine – Boob
- 2000: Baker Skateboards – Baker2G
- 2001: CKY 3
- 2001: TSA Clothing – Life in the Fast Lane
- 2002: Flip Skateboards – Sorry
- 2002: Chomp on This
- 2003: Osiris – Subject to Change
- 2003: Flip Skateboards – Really Sorry
- 2003: Cliché Skateboards – Bon Appetit
- 2005: Filmbot Files
- 2005: Baker Skateboards – Baker3
- 2009: Flip Skateboards – Extremely Sorry